# Mark (Zweden)
Mark is een Zweedse gemeente in het zuiden van Västergötland. De gemeente behoort tot de provincie Västra Götalands län. Ze heeft een totale oppervlakte van 1017,8 km² en telde 33.445 inwoners (30 juni 2006). De grootste stad is Kinna.
De gemeente Mark is in 1971 door de samenvoeging van verschillende districten en nam de naam aan van het reeds bestaande Mark.

## Plaatsen
- Kinna
- Fritsla
- Horred
- Sätila
- Hyssna
- Björketorp
- Rydal
- Torestorp
- Berghem (Mark)
- Öxabäck
- Fotskäl
- Backäckra en Källäng
- Almered en Bolg
- Älekulla
- Hajom